# State Farm Stadium
State Farm Stadium – stadion sportowy położony w amerykańskim mieście Glendale w stanie Arizona. Na tym obiekcie rozegrano Super Bowl XLII a także planuje się rozegranie Super Bowl LVII. Stadion został zbudowany w 2006 roku, maksymalna pojemność wynosi 63 400 tysięcy widzów (rozszerzane do 72 200). W 2018 roku obiekt zmienił nazwę z dotychczasowej University of Phoenix Stadium na State Farm Stadium.
Stadion był przez Bussiness Week nazwany ikoną swojego regionu i uznany za jeden z 10 najbardziej ekscytujących sportowych obiektów na świecie dzięki połączeniu składanego dachu (projekt techniczny przez Walter P. Moore, ogólny projekt Buro Happold) z wsuwającą się naturalną murawą.
Całkowity koszt projektu wyniósł 455 mln dolarów.